# ترووافلوکساسین
ترووافلوکساسین(به انگلیسی: Trovafloxacin) (با نام تجاری Trovan توسط فایزر و Turvel توسط آلمیرال فروخته می‌شود) یک آنتی‌بیوتیک وسیع الطیف است که به دلیل خطر ایجاد Hepatotoxicity در بیماران از بازار جمع آوری شد. این آنتی‌بیوتیک نسبت به فلوروکینولون‌های قبلی، پوشش بیشتری نسبت به سویه‌های باکتریایی گرم مثبت و پوشش کمتری نسبت به سویه‌های گرم منفی داشت. 

## سنتز

سنتز ترووافلوکساسین: KE Brighty ، (1992 متعلق به فایزر).